# Alfredstraßenbrücke
Die Alfredstraßenbrücke ist eine denkmalgeschützte Straßenbrücke im Hamburger Stadtteil Borgfelde. Sie führt über die Gleise der Fernbahnstrecke Hamburg–Lübeck sowie der S-Bahn-Linie 1 in Richtung Ohlsdorf und Poppenbüttel. 

## Bau
Die 1901 erbaute Alfredstraßenbrücke ersetzte, die sich an dieser Stelle befindliche Holzbrücke und ist eine der weniger bekannten Steinbrücken Hamburgs. Die Alfredstraßenbrücke dient als Zufahrt zum auf Hohenfelder Seite gelegenen Marienkrankenhaus. Sie ist 17,6 Meter lang und, obwohl nur wenig belastbar, gut erhalten.
Die Brücke ist mit der Nummer 22289 als Kulturdenkmal in der Denkmalliste der Hamburger Behörde für Kultur und Medien erfasst.

## Namensgebung
Die Alfredstraße, nach der die Brücke benannt wurde, ist ihrerseits nach dem Kaufmannssohn Alfred Harder benannt, dessen Familie in Borgfelde Grundbesitz hatte. Seinem Vater Hermann Harder gehörte ein ausgedehntes parkähnliches Gelände südlich der Lübecker Straße. Er und sein Schwager August Zipperling begannen im Jahr 1862 damit, auf diesem Areal in Hohenfelde und Borgfelde Straßen anzulegen. Im Zuge dessen hatten sie Gelegenheit, die Alfredstraße nach dem im Jahr 1866 geborenen Familienmitglied zu benennen. Alfred Harder starb im Jahr 1884.